# Picture Rocks (Pensilvania)
Picture Rocks es un borough ubicado en el condado de Lycoming en el estado estadounidense de Pensilvania. En el año 2000 tenía una población de 693 habitantes y una densidad poblacional de 286 personas por km².

## Geografía
Picture Rocks se encuentra ubicado en las coordenadas 41°16′48″N 76°42′42″O / 41.28000, -76.71167

## Demografía
Según la Oficina del Censo en 2000 los ingresos medios por hogar en la localidad eran de $36,375 y los ingresos medios por familia eran $45,568. Los hombres tenían unos ingresos medios de $31,103 frente a los $21,667 para las mujeres. La renta per cápita para la localidad era de $15,402. Alrededor del 11.4% de la población estaba por debajo del umbral de pobreza.